# Pierre-Victor Malouet
Pierre-Victor Malouët, nacido el 11 de febrero de 1740 en 2, rue de la Charité en Riom y fallecido el 7 de septiembre de 1814. Fue un dueño de plantaciones de caña de azúcar de Saint-Domingue y un político francés activo durante el período de la Revolución.

## Biografía
Fue diputado del tercer estado y, en la Asamblea Constituyente, uno de los líderes del partido constitucional, fue el signatario del Tratado de Whitehall en 1793 entre los grandes plantadores de azúcar franceses y el Reino de Gran Bretaña.